# Elisha Baxter
Elisha Baxter, né le 1er septembre 1827 dans le comté de Rutherford (Caroline du Nord) et mort le 31 mai 1899 à Batesville (Arkansas), est un homme politique républicain américain. Il est gouverneur de l'Arkansas entre 1873 et 1874.

## Sources
- (en) Cet article est partiellement ou en totalité issu de l’article de Wikipédia en anglais intitulé « Elisha Baxter » (voir la liste des auteurs).